# Orne saosnoise
Pour les articles homonymes, voir Orne.
L'Orne Saosnoise, ou Orne Saônoise, est une rivière française qui coule dans les départements de l'Orne et de la Sarthe. C'est un affluent de la Sarthe en rive gauche, donc un sous-affluent de la Loire par la Sarthe et la Maine.

## Géographie
De 52,7 km de longueur, l'Orne Saosnoise naît en Normandie, à Montgaudry, petite localité du département de l'Orne située au sein du parc naturel régional du Perche, à six kilomètres au nord-est de Mamers. La rivière adopte d'abord une orientation plein sud et passe bientôt dans le département de la Sarthe. Arrivée au niveau de Saint-Cosme-en-Vairais, elle effectue un virage en direction du sud-ouest. Elle finit sa course en se jetant dans la Sarthe (rive gauche) à Montbizot, à quelques kilomètres en amont du Mans.

## Hydronymie
Le nom est attesté sous la forme Fluvius Olne en 1085 (même racine que l'Orne, mentionnée sous la forme Olina chez Ptolémée). Il provient probablement du terme celtique *olīnā, coude [?], c'est-à-dire « celle qui fait des coudes » cf. vieil irlandais uilen, coude; gallois, breton elin, coude.
Bien que la source de la rivière et son cours supérieur se trouvent dans le Perche normand, la majeure partie du bassin versant se situe dans le pays de Saosnois, d'où l'épithète « Saosnoise ».

## Bassin et affluents
- Le Tripoulin en rive gauche (issu de la région de Bonnétable).
- La Dive en rive droite (venue de Mamers).
- La Gandelée (ou Bandelée) en rive droite à Ballon.

## Communes traversées
- Dans l'Orne : Montgaudry, La Perrière, Suré, Origny-le-Roux et Saint-Fulgent-des-Ormes.
- Dans la Sarthe : Saint-Pierre-des-Ormes, Moncé-en-Saosnois, Saint-Cosme-en-Vairais, Nauvay, Courcival, Peray, Marolles-les-Braults, Saint-Aignan, Dissé-sous-Ballon, Mézières-sur-Ponthouin, Congé-sur-Orne, Ballon-Saint Mars, Teillé, Souligné-sous-Ballon et Montbizot.

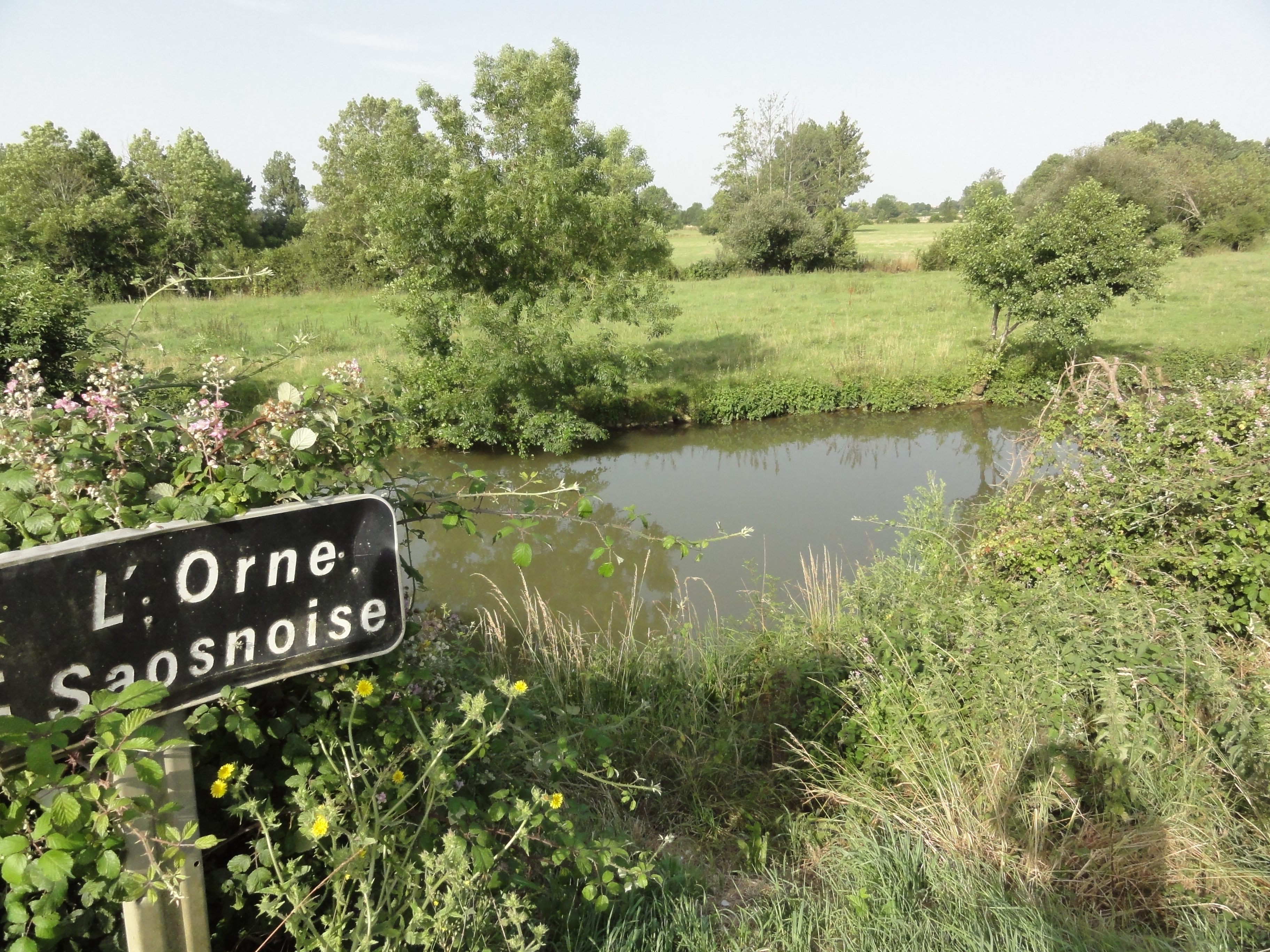
L'Orne saosnoise à la Rue d'Orne, hameau de Ballon (Sarthe), commune nouvelle de Ballon-Saint Mars.
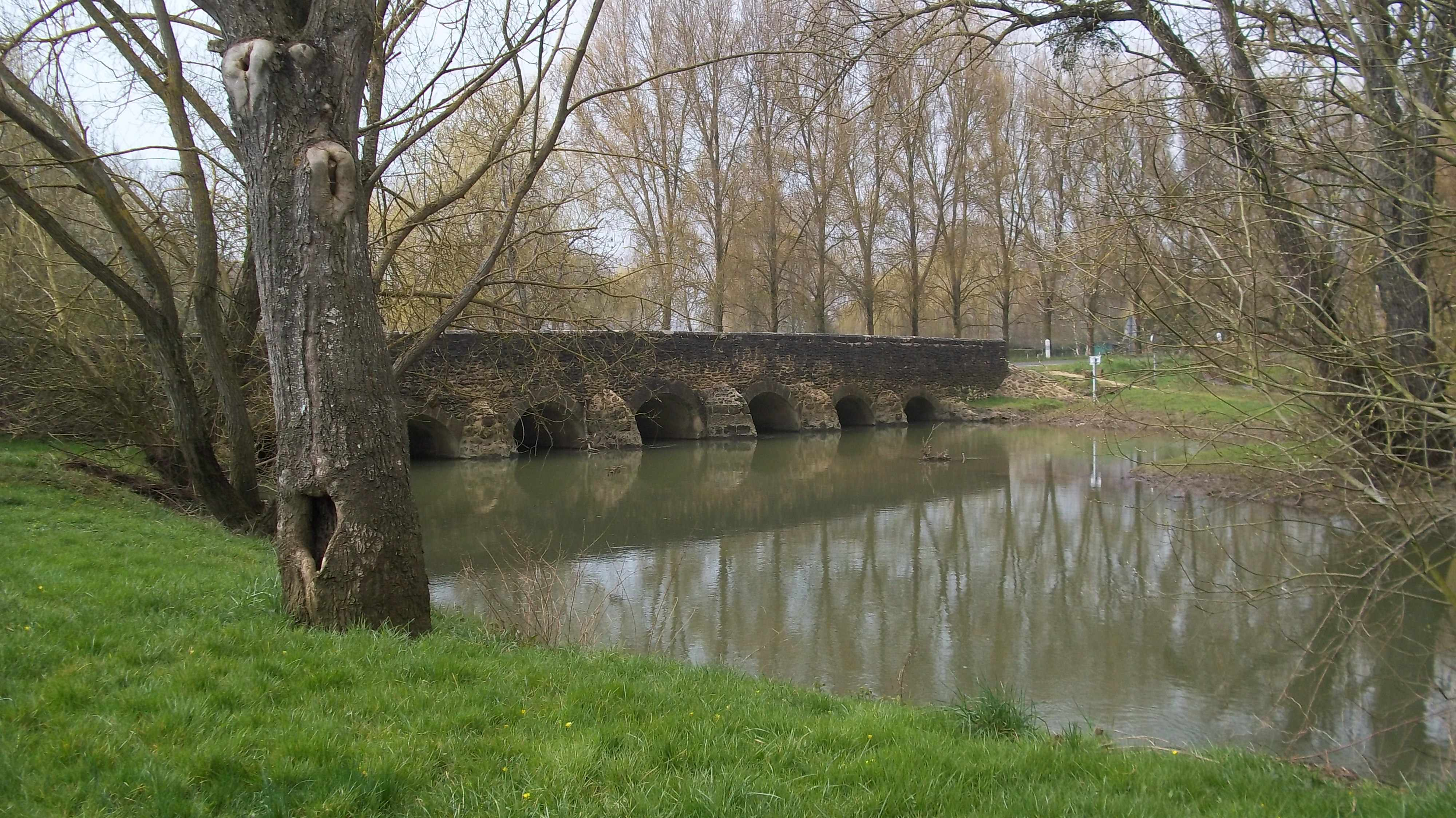
Pont de l'Orne saosnoise à Montbizot..

## Hydrologie
Comme la plupart des autres cours d'eau de plaine du bassin de la Sarthe, l'Orne Saosnoise est une rivière fort peu abondante. Son débit a été observé sur une période de 42 ans (1967-2008), à Montbizot, localité située au niveau de son confluent avec la Sarthe. Le bassin versant de la rivière y est de 510 km2 soit la totalité de celui-ci.
Le module de la rivière à Montbizot est de 2,64 m3/s.
L'Orne Saosnoise présente des fluctuations saisonnières de débit moyennement marquées, avec une période de hautes eaux d'hiver caractérisées par un débit mensuel moyen évoluant dans une fourchette de 4,64 à 5,71 m3/s, de janvier à mars inclus (avec un maximum en janvier). Dès avril le débit diminue progressivement pour aboutir à la période des basses eaux qui a lieu de juillet à octobre, avec une baisse du débit moyen mensuel allant jusqu'à 0,652 m3/s au mois de septembre, ce qui n'est pas extrêmement sévère pour un cours d'eau d'aussi petite taille. Cependant ces chiffres ne sont que des moyennes et les fluctuations de débit peuvent être plus importantes d'après les années et sur des périodes plus courtes.

### Étiage ou basses eaux
À l'étiage le VCN3 peut chuter jusque 0,097 m3/s, en cas de période quinquennale sèche, soit 97 litres par seconde, ce qui est assez sévère, mais plutôt normal comparé à la moyenne des cours d'eau du bassin de la Sarthe et de la Maine en général.

### Crues
Les crues peuvent être assez importantes compte tenu de la taille du bassin versant. Les QIX 2 et QIX 5 valent respectivement 25 et 38 m3/s. Le QIX 10 est de 46 m3/s, le QIX 20 de 54 m3/s, tandis que le QIX 50 se monte à 64 m3/s.
Le débit instantané maximal enregistré à Montbizot durant cette période, a été de 60 m3/s le 8 avril 1985, tandis que le débit journalier maximal enregistré était de 52,4 m3/s le même jour. Si l'on compare la première de ces valeurs à l'échelle des QIX de la rivière, l'on constate que cette crue était presque d'ordre cinquantennal, et donc destinée à se reproduire assez rarement (tous les 40 ans en moyenne).

### Lame d'eau et débit spécifique
Au total, l'Orne Saosnoise est une rivière peu abondante. La lame d'eau écoulée dans son bassin versant est de 162 millimètres annuellement, ce qui est nettement inférieur à la moyenne du bassin de la Loire (244 millimètres par an), et bien entendu à celle de la France entière tous bassins confondus. Elle est également moins élevée que la moyenne du bassin de la Sarthe (201 millimètres par an à Saint-Denis-d'Anjou). Le débit spécifique de la rivière (ou Qsp) atteint de ce fait le chiffre fort maigre de 5,1 litres par seconde et par kilomètre carré de bassin.